# Bouna Sarr
Bouna Sarr (Lyon, 1992. január 31. –) francia születésű szenegáli válogatott labdarúgó, a Bayern München játékosa.

## Pályafutása

### Klubcsapatokban
Hatéves korában, szülővárosában, az FC Gerlandban kezdte pályafutását, majd tizennégy éves korában csatlakozott az Olympique Lyon akadémiájához. 
2011 és 2015 között 96 bajnoki mérkőzésen lépett pályára a Metz csapatában, amellyel a francia harmadosztályból az élvonalba jutott, miközben a 2013–2014-es szezonban bajnoki címet nyert a Ligue 2-ben, azaz a másodosztályban.
2015. július 3-án szerződtette az Olympique Marseille. A sikeres orvosi vizsgálatokat követően öt évre szóló szerződést írt alá új csapatával, amely 1,5 millió eurót fizetett érte. A következő szezonokban alapembere lett a kikötővárosi csapatnak, amellyel legnagyobb sikerét a 2017–2018-as szezonban érte el, amik bejutott az Európa-liga döntőjébe. Az Atlético Madrid ellenében elveszített döntőben is pályára lépett, míg a Salzburg elleni elődöntő visszavágóján öngólt vétett.
2020. október 5-én a Bayern München igazolta le 10 millió euróért cserébe.

### A válogatottban
Édesapja révén szenegáli, édesanyja révén pedig guineai származású. 2014 decemberében meghívták utóbbi ország válogatottjába, de pályára nem lépett a csapatban. 2018 áprilisában a szenegáli válogatottba is meghívták, ő azonban visszautasította a lehetőséget.

## Statisztika

### Klubcsapatokban
Legutóbb 2021. december 17-én lett frissítve.
| Klub           | Szezon         | Bajnokság            | Bajnokság     | Bajnokság | Országos kupa | Országos kupa | Nemzetközi kupa | Nemzetközi kupa | Egyéb         | Egyéb | Összesen      | Összesen |
| Klub           | Szezon         | Bajnokság            | Pályára lépés | Gól       | Pályára lépés | Gól           | Pályára lépés   | Gól             | Pályára lépés | Gól   | Pályára lépés | Gól      |
| -------------- | -------------- | -------------------- | ------------- | --------- | ------------- | ------------- | --------------- | --------------- | ------------- | ----- | ------------- | -------- |
| Metz           | 2011–12        | Ligue 2              | 9             | 1         | 1             | 0             | –               | –               | 0             | 0     | 10            | 1        |
| Metz           | 2012–13        | Championnat National | 29            | 3         | 1             | 0             | –               | –               | 3             | 0     | 33            | 3        |
| Metz           | 2013–14        | Ligue 2              | 28            | 1         | 1             | 0             | –               | –               | 1             | 0     | 30            | 1        |
| Metz           | 2014–15        | Ligue 1              | 30            | 2         | 2             | 1             | –               | –               | 1             | 0     | 33            | 3        |
| Metz           | Összesen       | Összesen             | 96            | 7         | 5             | 1             | 0               | 0               | 5             | 0     | 106           | 8        |
| Marseille      | 2015–16        | Ligue 1              | 25            | 2         | 3             | 0             | 3               | 0               | 2             | 1     | 33            | 3        |
| Marseille      | 2016–17        | Ligue 1              | 26            | 0         | 1             | 0             | 0               | 0               | 2             | 1     | 29            | 1        |
| Marseille      | 2017–18        | Ligue 1              | 29            | 0         | 3             | 0             | 15              | 1               | 1             | 0     | 48            | 1        |
| Marseille      | 2018–19        | Ligue 1              | 29            | 1         | 1             | 0             | 6               | 0               | 1             | 0     | 37            | 1        |
| Marseille      | 2019–20        | Ligue 1              | 27            | 1         | 4             | 1             | 0               | 0               | 1             | 0     | 32            | 2        |
| Marseille      | 2020–21        | Ligue 1              | 2             | 0         | 0             | 0             | 0               | 0               | 0             | 0     | 2             | 0        |
| Marseille      | Összesen       | Összesen             | 136           | 4         | 12            | 1             | 24              | 1               | 7             | 2     | 179           | 8        |
| Bayern München | 2020–21        | Bundesliga           | 8             | 0         | 2             | 0             | 5               | 0               | 0             | 0     | 15            | 0        |
| Bayern München | 2021–22        | Bundesliga           | 4             | 0         | 1             | 1             | 4               | 0               | 1             | 0     | 10            | 1        |
| Bayern München | Összesen       | Összesen             | 12            | 0         | 3             | 1             | 9               | 0               | 1             | 0     | 25            | 1        |
| Teljes karrier | Teljes karrier | Teljes karrier       | 244           | 11        | 20            | 3             | 33              | 1               | 13            | 2     | 310           | 17       |

### A válogatottban
Legutóbb frissítve: 2021. november 14-én lett.
| Nemzeti csapat | Év(ek)   | Pályára lépés(ek) | Gól(ok) |
| -------------- | -------- | ----------------- | ------- |
| Szenegál       | 2021     | 4                 | 0       |
| Összesen       | Összesen | 4                 | 0       |

## Sikerei, díjai
Marseille
- Európa-liga-döntős: 2017–18[7]

Bayern München
- Bundesliga: 2020–21[8]
- Német szuperkupa: 2021[9]
- FIFA-klubvilágbajnokság: 2020[10]

Szenegál
- Afrikai nemzetek kupája: 2021